# Denys Kostjuk
Denys Walentynowytsch Kostjuk (auch Denys Kostyuk, Denis Kostyuk; ukrainisch Денис Валентинович Костюк; * 13. März 1982 in Perwomajsk) ist ein ukrainischer Radrennfahrer.

## Karriere
Nachdem Kostjuk im Jahr 2003 das Eintagesrennen Gran Premio Palio del Recioto und zwei Etappen des Giro delle Regioni gewonnen und die U23-Weltrangliste als Bestplatzierter beendet hatte, schloss er sich 2004 dem belgischen Radsportteam Chocolade Jacques an. Für diese Mannschaft nahm er am Giro d’Italia 2004 teil und beendete seine erste Grand Tour als 60. der Gesamtwertung. 2006 konnte er jeweils eine Etappe der Bałtyk-Karkonosze Tour und der Tour of Qinghai Lake, ein Rennen der hors categorie, für sich entscheiden. In den Jahren 2011 und 2012 fuhr Kostjuk für das italienische UCI ProTeam Lampre-ISD. In dieser Zeit bestritt er zwei weitere Grand Tours: Die Tour de France 2011 beendete er als 153. und die Vuelta a España 2012 als 56. der Gesamtwertung. 2013 wurde er ukrainischer Meister im Straßenrennen.
Kostjuk ist mit der Dreispringerin Olha Saladucha verheiratet.

## Erfolge
2003
- Gran Premio Palio del Recioto
- zwei Etappen Giro delle Regioni
- U23-Weltrangliste

2004
- Ukrainische Meisterschaft – Straßenrennen

2006
- eine Etappe Bałtyk-Karkonosze Tour
- Ukrainische Meisterschaft – Straßenrennen
- eine Etappe Tour of Qinghai Lake

2007
- Ukrainischer Meister – Kriterium

2008
- Grand Prix of Donetsk
- eine Etappe Flèche du Sud
- Ukrainische Meisterschaft – Einzelzeitfahren
- Ukrainische Meisterschaft – Straßenrennen

2013
- Race Horizon Park 1
- Ukrainischer Meister – Straßenrennen

2014
- Race Horizon Park 3
- Ukrainische Meisterschaft – Straßenrennen

2015
- Ukrainische Meisterschaft – Straßenrennen

2016
- Ukrainische Meisterschaft – Straßenrennen